# Cot Keuranji
Cot Keuranji is een bestuurslaag in het regentschap Bireuen van de provincie Atjeh, Indonesië. Cot Keuranji telt 319 inwoners (volkstelling 2010).